# Jazz at Ronnie Scott's
Jazz at Ronnie Scott’s was een jazzmagazine dat uitgegeven werd door Ronnie Scott's Club in de Londense wijk Soho in Engeland. Het was een 'freesheet' en werd verspreid in onder meer platenzaken in Londen. Het blad bestond van 1979 tot 2006 en kwam één keer in de twee maanden uit. In totaal verschenen er 159 nummers. 
Het blad werd opgericht door Jim Godbolt, die tevens de enige redacteur was. In het magazine, dat 24 pagina's besloeg, stonden allerlei artikelen, humoristische bijdragen, cartoons en foto's, alsook informatie over de activiteiten van Ronnie Scott's Club.
Onder de personen die een of meer bijdragen leverden, waren Alan Plater, Steve Race, Bruce Crowther, Wally Fawkes, Terry Brown, Campbell Burnap, Roy Davenport, Brian Davies, Derek Everett, Digby Fairweather, Barry Fox, Charles Fox, Michael Garrick, Mike Gavin, Wally Houser, Alun Morgan, Chris Parker, Jack Pennington, Alain Presencer, Ron Rubin, Jimmy Parsons, Tony Crombie en Flash Winston.
In 2008 publiceerde Hampstead Press het boek Ronnie Scott's Jazz Farrago, een luxueus uitgegeven compilatie van het beste uit het blad.